# 山根慶丈
山根 慶丈（やまね よしたけ、1990年12月27日 - ）日本のイラストレーター。三昔前の漫画、アニメをフィーチャリングした画風でtofubeatsのアートワークを手がける。
2017年5月23日放送の「星野源のオールナイトニッポン」にtofubeatsがゲスト出演した際、山根は自分と同じ年齢の女性であると明かした。

## 単行本
- 『慶 / KEI - Deluxe Edition』

## 主催イベント
- 『迫り来る逆境に捧ぐ』巡回展

| スタブアイコン | サブスタブ | この項目は、まだ閲覧者の調べものの参照としては役立たない、人物に関連した書きかけの項目です。この項目を加筆・訂正などしてくださる協力者を求めています（P:人物伝/PJ:人物伝）。 |